# Unciaal 072
Unciaal 072 (Gregory-Aland), ε 011 (Soden) is een van de Bijbelse handschriften in de Griekse taal. Het dateert uit de 5e of 6e eeuw en is geschreven in uncialen op perkament.

## Beschrijving
Het bevat een deel van de tekst van het Evangelie volgens Marcus (2:23 - 3:5). De gehele codex bestaat uit 1 blad (20 × 15 cm) en werd geschreven in een kolom per pagina, 22 regels per pagina.
De codex geeft de gemengde tekst weer. Kurt Aland plaatste de codex in Categorie III.
Het is een palimpsest, de bovenste tekst is in het Arabisch.

## Geschiedenis
Het handschrift werd voorheen bewaard in de Qubbat al-Khazna, in Damascus.